# Головач Григорій Петрович
Григорій Петрович Головач (нар. 25 лютого 1940, с. Березова Гать, Новгород-Сіверського району, Чернігівської області) — український математик, кандидат фізико-математичних наук, доцент.

## Біографія
В 1963 механіко-математичний факультет Київського державного університету ім. Т. Г. Шевченка.
В 1966 закінчив аспірантуру кафедри математики та теоретичної радіофізики радіофізичного факультету Київського державного університету ім. Т. Г. Шевченка.
З 1966 працює в Київському університеті, спочатку асистентом, а з 1976 — доцентом кафедри математики та теоретичної радіофізики радіофізичного факультету.
У 1971 захистив кандидатську дисертацію «Наближені методи розв'язування нескінченних систем алгебраїчних рівнянь» під керівництвом О. Ф. Калайди.

## Педагогічна діяльність
Читав нормативні курси:
- Диференціальна геометрія та тензорний аналіз
- Обчислювальна математика
- Аналітична геометрія та алгебра
- Диференціальні рівняння
- Методи математичної фізики
- Теорія функцій комплексної змінної
- Математичний аналіз.

## Наукова діяльність
Основні напрями наукових досліджень пов'язані з наближеними методами розв'язування інтегральних рівнянь та застосування математичних методів до розв'язування фізичних задач.
Основні наукові результати:
- побудував квадратурний метод розщеплення,
- розв'язав спектральну задачу для нескінчених систем,
- метод регуляризації для інтегральних рівнянь першого роду,
- одержав загальний розв'язок рівнянь Гельфанда-Левітана-Марченка, прямої й оберненої задачі для феритових платівок,
- розрахував матриці Мюллера і Джонса,
- дослідив асимптотику масштабного фактора Всесвіту,
- розрахував і запрограмував на мовах «Maple» та «Mathematica» проходження електронного збудження через макромолекулу.

## Основні наукові праці
- Монографія «Наближені методи розв'язування операторних рівнянь». Київ, 1974 (спільно з Калайдою О. Ф.);
- Збірник задач з диференціальних та інтегральних рівнянь. Київ, 1997 (спільно з Калайдою О. Ф.);
- Ляшко І. І., Боярчук О. К., Гай Я. Г., Головач Г. П. Математичний аналіз в прикладах і задачах. — 2025. — 68+ с.(укр.)
- Математический анализ в примерах и задачах. Т.1., Київ, 1974; Т.2., 1977 (спільно з Ляшко I. I., Боярчуком О. К., Гаєм Я. Г.);
- Справочное пособие по высшей математике. Дифференциальные уравнения в примерах и задачах. Москва, 1998 (спільно з Боярчуком О. К.);

Усього має близько 120 наукових робіт та науково-методичних публікацій.